# Triacrylate de triméthylolpropane
Le triacrylate de triméthylolpropane est un composé chimique de formule (CH2=CHCOOCH2)3CCH2CH3. C'est l'ester d'acide acrylique CH2=CHCOOH et de triméthylolpropane CH3CH2C(CH2OH)3, un triol. Il se présente sous la forme d'un liquide visqueux incolore combustible difficilement inflammable et très peu soluble dans l'eau. Il est susceptible de polymériser et est de ce fait distribué avec un stabilisant, par exemple le 4-méthoxyphénol (MeHQ) à 600 ppm. 
Il peut être obtenu par estérification directe du triméthylolpropane par l'acide acrylique, qui tend à demeurer comme impureté dans le produit final.
Le triacrylate de triméthylolpropane est un monomère multifonctionnel ayant une large gamme d'applications industrielles en tant qu'agent de réticulation, diluant réactif et intermédiaire chimique. Il est utilisé dans la production d'encres durcissables aux ultraviolets, de revêtements durcissables par irradiation de faisceau d'électrons, de papier thermique, de durcisseur plastique, de fibres optiques, de vernis acrylate durcis aux UV, etc..